# Uzdol
Uzdol (en cyrillique : Уздол) est un village de Bosnie-Herzégovine. Il est situé dans la municipalité de Prozor-Rama, dans le canton d'Herzégovine-Neretva et dans la fédération de Bosnie-et-Herzégovine. Selon les premiers résultats du recensement bosnien de 2013, il compte 331 habitants.

## Démographie

### Évolution historique de la population dans la localité
| 1948 | 1953 | 1961 | 1971 | 1981 | 1991 | 2013 |
| ---- | ---- | ---- | ---- | ---- | ---- | ---- |
| -    | -    | 418  | 481  | 508  | 484  | 331  |

|  |

### Communauté locale
En 1991, la communauté locale d'Uzdol comptait 1 939 habitants, répartis de la manière suivante :